# Транспорт в Нидерландах
Нидерланды имеют развитую транспортную сеть для грузовых и пассажирских перевозок.

## Общественный транспорт
Основным видом общественного транспорта для путешествия на большие расстояния является поезд. Использование междугородних автобусов ограничено участками, где отсутствует железнодорожное сообщение. Местное и городское сообщение обеспечено автобусами, некоторые города имеют метро и трамвай. На водных путях используются пассажирские паромы.
Описание общественных транспортных компаний Нидерландов в приложении для планирования поездок 

## Железнодорожный транспорт
Общественный железнодорожный транспорт в Нидерландах в основном находится в ведении Nederlandse Spoorwegen. Меньшая часть принадлежит компаниям Arriva, Syntus, Connexxion, DB Regionalbahn Westfalen, Veolia Transport Nederland и Prignitzer Eisenbahn.
Нидерландская железнодорожная сеть является самой загруженной в мире.В Нидерландах имеется две высокоскоростных железнодорожных линии, между аэропортом Схипхол и Роттердамом и из Роттердама в бельгийский Антверпен. Так же работает линия Betuwe для товарных поездов

## Велосипедный транспорт
Нидерланды отличаются очень высоким количеством хорошо оборудованных велосипедных маршрутов. Внутри городов большая их часть отделена от автомобильных дорог и регулируется собственными светофорами. Велосипед является обычным способом передвижения, и возле станций расположены большие велосипедные стоянки. Часто используется для перевозки детей от одного до трех одновременно. Велосипедный шлем при поездках необязателен и используется редко. 
Складные велосипеды допускаются для перевозки большей частью общественных транспортных компаний бесплатно 
В отличие от велосипедов, самокаты мало распространены.

## Автомобильный транспорт
Автодорожная сеть Нидерландов обладает одной из самых высоких плотностей в мире и самой высокой плотностью в Европейском Союзе — 57,5 км на 1000 км². В общем пользовании находится 135470 км дорог, из которых 5012 км — национальные трассы, 7899 км — дороги регионального значения, 122559 км — дороги местного значения и прочие дороги.

### История
Первое шоссе в Нидерландах было построено в 1936 году. Им стала трасса A12, связавшая Ворбург и Зутермер возле Гааги. Строительство дорог ускорилось в 1960-х и 1970-х годах, но было приостановлено в 1980-х. В настоящее время развитие сети продолжается за пределами Рандстада и практически не ведётся внутри. С 1991 года во всей стране построено только 100 км дорог, из которых в Рандстаде — не более 26 км За это время численность населения возросла на 1,5 млн человек, что создало заметную дополнительную нагрузку на дорожную сеть.

### Дорожные технологии
Нидерланды обладают одной из самых современных дорожных сетей в мире. На большинстве дорог используется электронная система знаков и указателей. Пористое асфальтовое покрытие позволяет эффективно удалять с дорожного полотна влагу, благодаря чему даже при сильном дожде отсутствуют брызги. Нидерланды — единственная страна, настолько интенсивно использующая подобный тип покрытия и ставящая целью заменить на него асфальт на всех дорогах. Отрицательной стороной пористого асфальта является его высокая начальная стоимость, а также в 2-3 раза более низкая износоустойчивость и необходимость постоянного обслуживания. Иногда полная замена покрытия требуется уже через 7 лет, особенно в местах частого движения большегрузного транспорта, образующего широкие колеи.
В 1979 году в Делфте открылся первый центр управления дорожным движением, который обеспечивал динамическую настройку дорожных указателей на трассе A13. Электронные знаки позволяют устанавливать нижний предел скорости до 50 км/ч, предупреждая водителей о возможных заторах и авариях. Для привлечения внимания знаки оборудованы мигающими сигналами. Расширение применения системы остановилось в 1980-х, но ускорилось в 1990-х. По состоянию на 2004 год 980 км автомагистралей оборудовано электронными указателями. Помимо этой системы на дорогах используется система сообщений, позволяющая сообщать о расчётном времени движения и размерах заторов, позволяя водителям заранее подобрать альтернативные маршруты. По состоянию на 2004 год в Нидерландах установлено 102 подобных указателя.
Другой распространённой особенностью голландских дорог являются «пиковые», или добавочные, полосы. Они проложены по обочинам или посередине дороги и открываются для движения при необходимости. Все дополнительные полосы оборудованы камерами наблюдения. Дополнительные полосы улучшают пропускную способность дорог, но снижают возможности для парковки. Предполагается, что дополнительные полосы будут заменены на штатные при расширении трасс.

### Заторы
Дорожные заторы в Нидерландах привычное явление. Плотность населения в стране одна из самых высоких в мире, и это создаёт большой поток транспорта на дорогах. Большая часть заторов случается в Рандстаде, но почти во всех крупных городах они также являются ежедневной проблемой. Несмотря на высокую плотность дорог, их пропускной способности недостаточно, и многие четырёхполосные трассы становятся «бутылочным горлышком» для автомобильного движения. Поток машин исключительно высок в сравнении с другими странами Европы: Германией, Испанией и даже Великобританией. При этом количество владельцев машин в Нидерландах относительно низкое и не превосходит уровень соседних стран.
С начала 1990-х годов началось активное использование обочин для движения в часы пик. Это оказалось временным решением, поскольку в дальнейшем с ростом интенсивности движения по всем дорогам и увеличением количества большегрузного транспорта обочины пришлось оставлять открытыми даже в обычное время и на выходных.
Самая загруженная трасса Голландии — А16 в Роттердаме, которая пропускает 232 тысячи автомобилей ежедневно Трасса A12 возле Утрехта занимает второе место с показателем 220 тысяч машин в день. Самое загруженное четырёхполосное шоссе — A10 в тоннеле Куна в Амстердаме, пропускающее за день 110 тысяч автомобилей. Самой широкой автомагистралью является A15/A16 у южной границы Роттердама, имеющая 16 полос движения в конфигурации 4+4+4+4.

## Водный транспорт
Нидерланды располагают 5046 км водных путей, из которых 47 % пригодны для судов водоизмещением более 1000 т. Среди малых судов распространены лодки и плоскодонки, часто используемые туристами.

### Торговый флот
Торговый флот Нидерландов состоит из 563 судов водоизмещением более 1000 т, суммарно 4 035 899 т. Многие суда, фактически принадлежащие Нидерландам, зарегистрированы на Нидерландских Антильских островах.

### Порты
Основные порты Нидерландов:
- Амстердам;
- Делфзейл;
- Ден-Хелдер;
- Дордрехт;
- Эмсхавен;
- Гронинген;
- Харлем;
- Маастрихт;
- Роттердам;
- Тернёзен;
- Флиссинген;
- Велзен.

## Трубопроводы
Трубопроводы Нидерландов:
- сырая нефть — 418 км;
- нефтепродукты — 965 км;
- природный газ — 10 230 км.

## Авиационный транспорт
Амстердамский аэропорт Схипхол — главный воздушный порт Нидерландов и четвёртый по величине в Европе.
Кроме этого, Нидерланды располагают несколькими региональными аэропортами, наиболее крупные из которых аэропорты Эйндховен, Маастрихт-Ахен, Роттердам-Гаага и Гронингенский аэропорт Элде.

## Министерство транспорта
Транспорт в Нидерландов находится в ведении Министерство транспорта, общественных работ и водных ресурсов.